# De 1100 Roe
De 1100 Roe is een poldermolen in Amsterdam die voorheen aan de Haarlemmerweg stond. De naam van de molen is gebaseerd op de afstand in roede tot de Haarlemmerpoort, dat is bijna vier kilometer.
De molen is gebouwd in 1674 na de aanleg van de Haarlemmertrekvaart en diende voor de bemaling van de Sloter en Middelveldsche Gecombineerde Polders. In 1757 werd de molen vernieuwd. In 1951 verloor de molen zijn functie toen een groot deel van de polder onder het zand van de Westelijke Tuinsteden verdween. In 1961 werd de molen gedemonteerd en in 1965 weer opgebouwd bij het Sportpark Ookmeer. Daar heeft deze nu een functie in de bemaling van het sportpark. De molen is nu ook wel bekend als de Ookmeermolen.
Het gevlucht bestaat uit fokwieken systeem Fauël. De vang is een Vlaamse vang met wipstok en de kap van de molen draait op een Engels kruiwerk. Het water wordt verplaatst met een stalen vijzel.

## Externe links

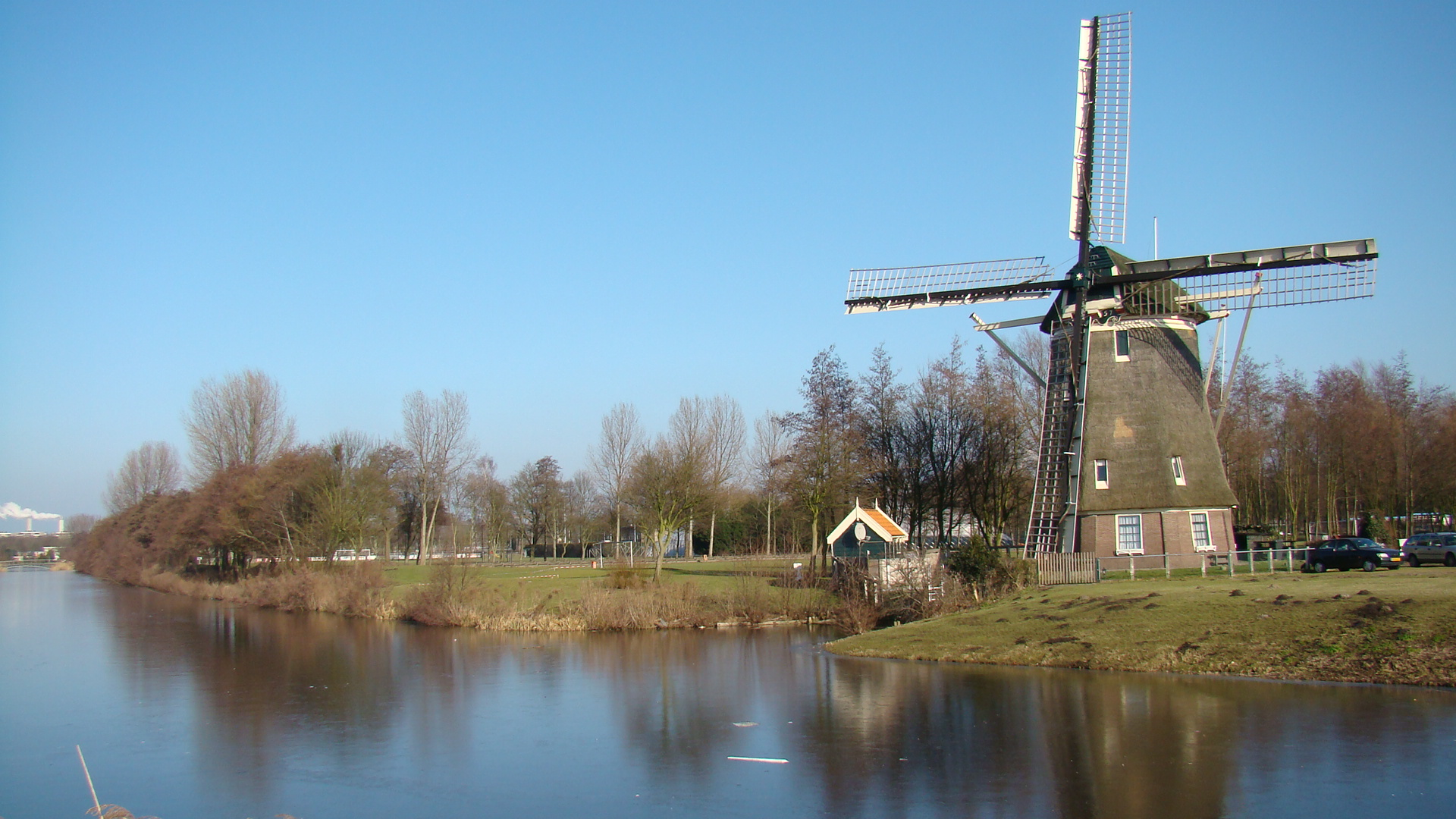
De 1100 Roe aan de rand van Sportpark Ookmeer.